# Giuliano Tornabuoni

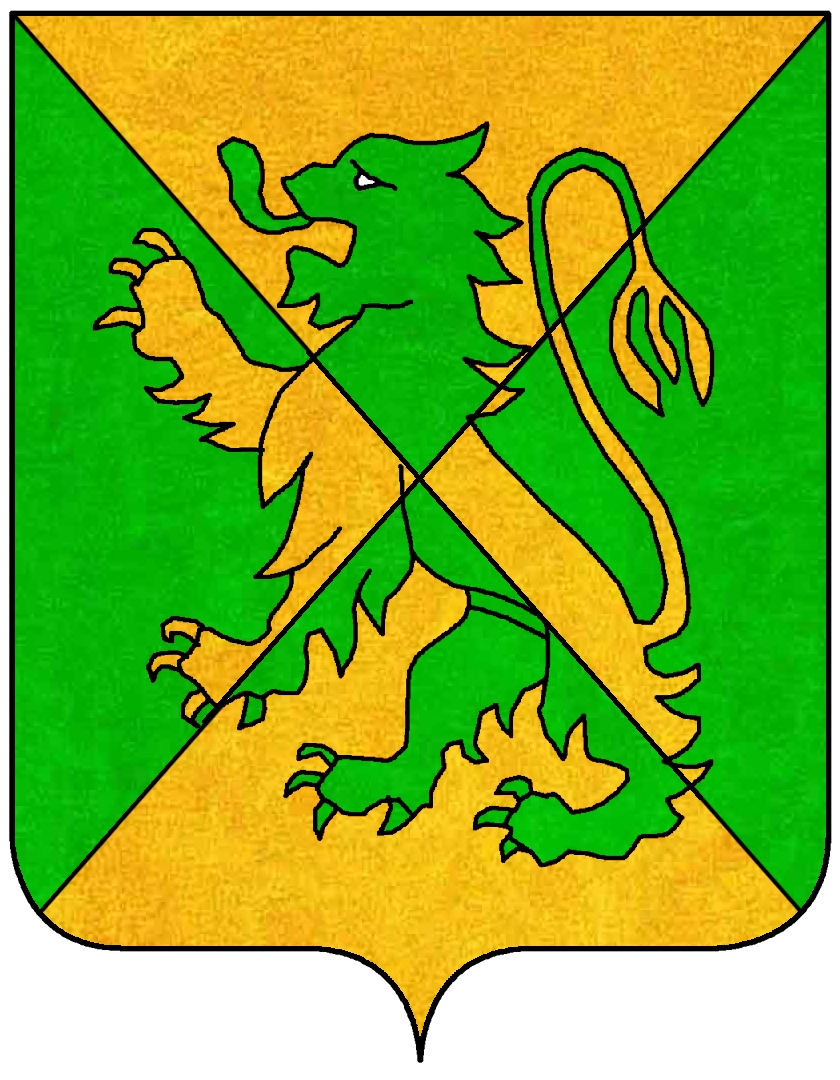
Stemma dei Tornabuoni

Giuliano Tornabuoni (Firenze, 7 settembre 1454 – 1531 circa) è stato un vescovo cattolico italiano.

## Biografia
Figlio di Filippo di Francesco Tornabuoni e di Maddalena di Donato Bruni, fu nipote di Lucrezia Tornabuoni e quindi primo cugino di Lorenzo il Magnifico.
Grazie al legame familiare con i Medici, ottenne già in giovane età benefici ecclesiastici, fra cui il canonicato nella chiesa cattedrale fiorentina nel 1468 e la prioria di San Martino a Gangalandi, ove succedette a Leon Battista Alberti il 23 aprile 1472. Dal 1473 seguì a Pisa i corsi di diritto canonico, laureandosi il 21 luglio 1478. 
Dopo l'ascesa al soglio pontificio di papa Innocenzo VIII, nel 1484, decise di trasferirsi a Roma allo scopo di ottenere uffici di Curia. Il 25 febbraio 1485 conseguì infatti l’ufficio di sollecitatore delle lettere apostoliche, cui nel 1490 aggiunse quello di protonotario apostolico e poi quello di cubiculario.
L'elezione al soglio pontificio del cugino Giovanni de' Medici (papa Leone X), nel 1513, diede forte impulso alla carriera del Tornabuoni: in qualità di prelato domestico del nuovo Papa, ebbe un ruolo importante nella diplomazia fra il Papato e re Francesco I di Francia in seguito alla battaglia di Marignano del 1515.
Altri uffici e onorificenze ricevuti da Tornabuoni furono quello di chierico di camera e quella di cavaliere di San Pietro; infine, il 22 marzo 1516, fu nominato vescovo di Saluzzo, diocesi di grande importanza strategica nei rapporti con la Francia. Il nuovo vescovo prese possesso della diocesi il 13 luglio 1516, organizzando subito dopo un sinodo, in cui emanò regole di comportamento per tutto il clero diocesano.
Nel 1517, tuttavia, ad appena un anno dal suo arrivo, fece ritorno a Roma, dove era stato nominato castellano di Castel Sant'Angelo - incarico che mantenne anche dopo l'insediamento del successore del cugino, papa Adriano VI, fino al 21 settembre 1522.
L'ascesa al soglio pontificio di un secondo cugino Medici, papa Clemente VII, si rivelò meno propizia per Tornabuoni, che nel 1528 si vide revocare la facoltà di disporre per testamento dei proventi dei suoi benefici ecclesiastici; il 2 novembre 1530 rinunciò al vescovato di Saluzzo a favore del nipote Alfonso e si ritirò a vita privata; morì in data di poco posteriore al 4 gennaio 1531, giorno in cui elesse un procuratore per riscuotere certi crediti.
Ebbe un figlio illegittimo, Valerio, che nel 1512 prese parte al Sacco di Prato e fu poi avviato dal padre al sacerdozio.